# Séparation quadrichromique
La séparation quadrichromique, aussi appelée « sélection » en imprimerie, est le procédé séparant une image en couleurs en quatre images monochromes correspondant chacune à une des trois couleurs couleurs primaires de la quadrichromie plus le noir. À l'époque de la photographie argentique, on obtenait, à partir d'un original en couleurs, quatre films au trait  tramés.
En imprimerie assisté par ordinateur comme en publication assistée par ordinateur (PAO), chacune des images est un fichier informatique.
La quadrichromie reproduit les images en couleurs en composant quatre encres dont une norme définit la couleur et la transparence : un rouge violacé appelé magenta, un bleu tirant sur le vert nommé cyan et un jaune, plus le noir. Le noir permet de réduire la charge d'encre de l'imprimé, d'obtenir une échelle de gris neutre, et de mieux résoudre les contours et détails, que la vision humaine discerne principalement à partir de leur luminosité.
Si la théorie de la synthèse soustractive des couleurs à partir de trois couleurs optimales est simple, la séparation quadrichromique est une opération assez complexe, du fait que les encres utilisées n'ont pas un spectre d'absorption bien délimité. Le trois films ou fichiers ne séparent pas autant les couleurs qu'ils le devraient. En particulier, le cyan et le magenta, qui ne devraient absorber, respectivement, que le rouge et le vert, absorbent en réalité une bonne partie des autres couleurs. La transparence des encres n'est pas non plus parfaite, et de ce fait, l'ordre de l'impression a une certaine influence. Enfin, la fusion visuelle des points de trame fait que le procédé tient à la fois de la synthèse soustractive et de la synthèse additive.
L'établissement du profil ICC, à partir de l'analyse colorimétrique de l'impression d'un fichier contenant plusieurs dizaines de teintes, permet d'automatiser la séparation quadrichromique.